# كأس بلغاريا 1995–96
كأس بلغاريا 1995–96 (بالبلغارية: Купа на България по футбол 1995/96)‏ هو موسم من كأس بلغاريا. أشرف على تنظيمه اتحاد بلغاريا لكرة القدم، وفاز فيه سلافيا صوفيا.